# Гватемала на літніх Олімпійських іграх 2012
Гватемала на літніх Олімпійських ігор 2012 була представлена 19 спортсменами в 11 видах спорту.

## Нагороди
| Медаль | Спортсмен     | Вид спорту     | Дисципліна                       |
| ------ | ------------- | -------------- | -------------------------------- |
| Срібло | Ерік Баррондо | Легка атлетика | Чоловіки, Спортивна ходьба 20 км |